# Tzaraat
Tzaraat (em hebraico: צרעת, e numerosas variantes de transliteração em Português incluem tzaraas, tsaraas e tsaraat) é uma condição desfigurativa referida nos capítulos 13-14 de Levítico. Tzaraat afeta tanto objetos animados como objetos inanimados. A Torá examina que o tzaraat que aflige o homem, vestimentas e casas. Como não existem sinônimos de tzaraat em outras línguas, a Septuaginta, a primeira tradução da Mikra destinada para os gentios, deu uma tradução de lepra e tem sido consequência traduzida como hanseníase (com a qual lepra cognata) pela maioria das bíblias cristãs. Alguns sugerem que qualquer conexão entre tzaraat e hanseníase é completamente errada, porque tzaraas afeta não apenas as pessoas, mas também vestimentas e casas.
A raiz linguística de tzaraat significa "ferir", em referência a uma explicação talmudical que serve como um castigo pelo pecado. É bem possível que tzaraat fosse um termo geral para determinados tipos de doença de pele, ao invés de uma determinada condição e o Talmude sustenta uma visão semelhante, argumentando que tzaraat se refere, de maneira geral, a qualquer doença que produz feridas e erupções na pele.
As leis da tzaraas são tratadas na Mishna Nega'im.